# Idoménée de Lampsaque
Pour les articles homonymes, voir Idoménée (homonymie).
Idoménée de Lampsaque (en grec ancien Ἰδομενεύς Λαμψακηνός / Idomeneus Lampsakēnos) est un philosophe grec (né vers -325 et mort vers -270). Ami et disciple d'Épicure, Idoménée est décrit par Strabon comme « un des hommes les plus habiles de la ville [de Lampsaque] » avec Léontée.

## Notice biographique
Il s’est marié avec Batis de Lampsaque, la sœur de Métrodore, et il est un dignitaire de la cour de Lampsaque vers -306/-301. Il semble à l’instar de son ami Mithrès, avoir occupé des fonctions politiques et administratives dans sa cité.

## Œuvre
Idoménée a écrit un nombre considérable de travaux philosophiques et historiques.
Deux titres d’œuvres d’Idoménée sont connus :
- Histoire de Samothrace, en grec ancien Ἱστορία τῶν κατὰ Σαμοθρᾴκην[7]. Cet écrit est probablement celui cité par une scholie d'Apollonios de Rhodes.
- Sur les socratiques, en grec ancien Περὶ τῶν Σωκρατικῶν, dont certains fragments nous sont parvenus[8]. Il avait dépeint Socrate comme un rhéteur redoutable[9]. En outre, il accusait clairement Eschine de Sphettos d’avoir publié sous son nom les propres ouvrages de Socrate que possédait sa femme, Xanthippe[10].

Les titres des autres œuvres d’Idoménée ne sont pas connus ; mais grâce à certains auteurs qui les citent, on sait qu’il y est question des personnes suivantes : Pisistrate, Thémistocle Aristide le Juste, Périclès, Démosthène, Eschine, Hypéride, et Phocion. Il n'est pas improbable que ces personnes aient toutes été mentionnées dans un seul écrit dont le titre est inconnu, mais qui pourrait avoir été Des chefs Athéniens(Περὶ τῶν Aθηνησι δημαγωγῶν).

## Lien Externe
- "Idomeneus".